# 梅洛斯四重奏團
梅洛斯四重奏是德國斯图加特的弦樂四重奏團體，創立於1965年。

## 沿革
創始時期的四位音樂家此前皆有各自的獨奏、樂團生涯，威廉·梅爾徹是1962年的威尼斯國際室內樂大賽得主，漢堡交響樂團的樂團首席，格哈德與赫爾曼·福斯曾在弗萊堡與維格·桑鐸學習，彼得·巴克則師承路德維希·休舍。梅洛斯四重奏於1965年10月創團，翌年便在國際比賽中獲得好成績，並代表西德參與當年於巴黎舉行的國際青少年音樂協會樂展。之後，他們在歐洲各國巡迴，單是1969年間便舉行了105場音樂會演出。同年，梅洛斯四重奏第一次與德意志留声机議簽唱片合約，合約期為五年。
1972年，梅洛斯四重奏提前與德意志留聲機續約，並計畫錄製舒伯特、博凯里尼的弦樂四重奏作品。這年他們亦展開世界性的巡迴，演出足跡遍佈北美、南美、非洲、歐洲各國，最遠甚至到達遠東地區的新西伯利亚。1973年，梅洛斯四重奏成為第一支在史達林格勒演出的西方團體。
演出之餘，梅洛斯四重奏自1975年起在斯图加特音乐院擔任教職。這時他們已是曲目逾百的一流四重奏團，能流暢詮釋貝多芬、舒伯特、莫札特等古典主義作品，亦能表現巴托克、楊那傑克、亨德密特、阿班·貝爾格等人的現代四重奏創作。梅洛斯四重奏與鲁宾斯坦、罗斯特罗波维奇、索尔蒂、菲舍爾-迪斯考等不同領域的音樂家亦有合作。
2005年，第一小提琴梅爾徹逝世，梅洛斯四重奏宣告解散。

### 成員
| 期間      | 第一小提琴  | 第二小提琴  | 中提琴      | 大提琴    |
| --------- | ----------- | ----------- | ----------- | --------- |
| 1965–1993 | 威廉·梅爾徹 | 格哈德·福斯 | 赫爾曼·福斯 | 彼得·巴克 |
| 1993–2005 | 威廉·梅爾徹 | 艾達·畢勒   | 赫爾曼·福斯 | 彼得·巴克 |

## 獲獎與榮譽
- 日內瓦國際室內樂大賽，最佳弦樂四重奏（Prix américain），1966年
- 里約熱內盧「維拉-羅伯斯」弦樂四重奏大賽，1966年

## 評價
梅洛斯四重奏的優勢在於成員皆通曉管弦樂、室內樂文獻的詮釋方式與色彩，個別角色的技術與成熟度也屬上乘。他們的詮釋溫暖、穩定且具把握性。

## 作品節選

### 錄音
- 貝多芬全本弦樂四重奏（1968–70年）
- 博凯里尼全本弦樂四重奏、吉他五重奏（與納西索·耶佩斯（西班牙语：Narciso Yepes）合作）
- (CD). Deutsche Grammophon. Barcode 028941588326.
- (CD). Deutsche Grammophon. Barcode 028941587022.
- . Deutsche Grammophon. 419 879.
- Rostropovich, Mstislav.  (CD). Deutsche Grammophon. Barcode 028947763574.

## 軼事
- 梅洛斯四重奏的用琴分別為：Domenico Montagnana（小提琴，1731年製）、Carlo Tononi（小提琴）、C. F. Landolfi（中提琴）、Francesco Ruddieri（大提琴，1682年製）[1]，主要在舒伯特作品錄音時使用。

## 外部連結
- 梅洛斯四重奏團的Discogs页面（英文）